# Thomas Arnold
Thomas Arnold (West Cowes, Ilha de Wight, 13 de junho de 1795 – Rugby, Warwickshire, 12 de junho de 1842) foi um educador e historiador inglês. Arnold foi um dos primeiros apoiadores do movimento anglicano Igreja Ampla. Foi diretor da Rugby School de 1828 a 1841, onde introduziu uma série de reformas.

## Juventude
Arnold nasceu na Ilha de Wight, filho de William Arnold, um funcionário da alfândega real, e de sua esposa Martha Delafield. Foi educado na Lord Weymouth's Grammar School, em Warminster, no Winchester College e no Corpus Christi College, Oxford. Lá, ele se destacou em arte e cultura clássicas e se tornou membro do Oriel College em 1815. Foi diretor de uma escola em Laleham, Surrey antes de se mudar para Rugby.

## Carreira como educador

### Rugby School
A nomeação de Arnold para a direção da Rugby School em 1828, após trabalhar alguns anos como professor particular, deu uma reviravolta nos rumos da instituição, e sua força de caráter e zelo religioso lhe permitiram transformá-la em um modelo seguido por outras escolas públicas, exercendo uma influência sem precedentes sobre o sistema educacional da Inglaterra. Além de introduzir as matérias de História, Matemática e línguas modernas, Arnold fundamentou seu ensinamento nas línguas clássicas. "Eu admito, fundamentado em toda a minha experiência do caso, que os meninos de uma escola pública nunca aprenderão a falar ou pronunciar bem o francês, sob quaisquer circunstâncias", por isso seria o suficiente para eles se pudessem "aprendê-la gramaticalmente como uma língua morta". A Física, no entender de Arnold, não era ensinada, pois, "ou ela deveria assumir um lugar de destaque no currículo escolar, ou deveria ser deixada de lado".
Arnold desenvolveu a Praepostor (Monitoria), sistema no qual eram dados poderes às crianças mais velhas, geralmente as da última (sexta) série, sobre as mais novas cada (cuidadosamente observados por ele mesmo) a fim de manter a disciplina geral no estabelecimento de ensino. O romance de Thomas Hughes, Tom Brown's School Days retrata uma geração de meninos "que temia o Doutor do fundo do coração, e muito pouco além do céu ou da terra; que pensava mais nos deveres da escola do que na Igreja de Cristo, e colocava as tradições de Rugby e a opinião pública de meninos em nossa vida diária acima das leis de Deus".

### Universidade de Oxford
Arnold esteve envolvido em muitas controvérsias, educacionais e religiosas. Como homem da Igreja, foi um decidido defensor dos pensamentos de Thomas Erastus, e se opôs fortemente ao partido Igreja Alta. Em 1841, foi nomeado Regius Professor de História Moderna na Universidade de Oxford. Seus Princípios da Reforma da Igreja , de 1833, estão associados com o início do movimento Igreja Ampla.

## Obras
Suas principais obras literárias são sua inacabada História de Roma (três volumes, 1838-1842), e seus Discursos sobre a História Moderna. Muito mais lidos foram seus cinco livros de sermões, que foram admirados por um amplo círculo de leitores devotos, incluindo a Rainha Vitória.

## Família
Casou com Mary Penrose, filha do reverendo John Penrose de Penryn, Cornualha. Eles tiveram cinco filhas e cinco filhos, incluindo o poeta Matthew Arnold, o estudioso literário Tom Arnold, e o autor William Delafield Arnold. Uma filha morreu ainda criança. Sua filha mais velha, Jane Martha casou com William Edward Forster, e quando William Arnold morreu em 1859, deixando quatro órfãos, os Forsters os adotaram, adicionando seu nome ao sobrenome das crianças. Uma dessas crianças foi Hugh Oakeley Arnold-Forster, um membro do Parlamento do Partido Liberal Unionista, que mais tarde se tornou membro do gabinete no governo de Arthur Balfour.
Arnold comprou uma pequena propriedade em Fox How, perto de Ambleside, em Lake District, em 1832, e passou muitas das suas férias lá. Está sepultado na capela de Rugby.
A filha mais nova de Thomas, Mary Augusta Ward, tornou-se uma escritora famosa. Outra filha, Julia, casou com Leonard Huxley, filho de Thomas Huxley e seus filhos foram Julian e Aldous Huxley. Julia Arnold fundou em 1902 o Prior's Field School para meninas, em Godalming, Surrey.
Thomas Arnold morreu repentinamente de um ataque cardíaco no momento em que sua influência ainda estava crescendo.

## Fama
A biografia, Life of Arnold, publicada dois anos após sua morte precoce por um dos ex-alunos de Arnold, Arthur Penrhyn Stanley, é considerada um dos melhores trabalhos de sua categoria na língua inglesa e contribuiu para a sua crescente fama. A vida popular dele pela romancista Emma Jane Guyton também foi publicada. Em 1896 um busto seu foi inaugurado na Abadia de Westminster ao lado do de seu filho, Matthew. Porém, sua reputação sofreu um golpe com a publicação em 1918 do livro de Lytton Strachey, Vitorianos Eminentes.
Um diretor de escola pública, Michael William McCrum de Tonbridge School e Eton College na década de 1960 e ao longo da década de 1980, e também um clérigo e acadêmico de Oxbridge (Mestre do Corpus Christi College, Cambridge e vice-chanceler), escreveu uma biografia e reavaliação da figura de Arnold em 1991. McCrum pesquisou a fundo qual foi a importância de Rugby e das escolas públicas; ele também foi, por um curto período, diretor em Rugby e foi casado com a filha de outro ex-diretor.
Mais recentemente, uma biografia intitulada Black Tom foi escrita por Terence Copley. Tanto McCrum quanto Copley procuraram restaurar um pouco do brilho do legado de Arnold, que tem sido duramente atacado desde a avaliação feita por Strachey.

## Obras
- The Christian Duty of Granting the Claims of the Roman Catholics (panfleto) Rugby, 1828.
- Sermons Preached in the Chapel of Rugby School, Londres: Fellowes, 1850 (original 1832).
- (tradução), The History of the Peloponnesian War by Thucydides, (3 volumes) Londres: Fellowes, 1845.
- Principles of Church Reform, Oxford: Fellowes, 1833.
- History of Rome, Londres: Fellowes, 1838.
- Sermons: Christian Life, its Hopes, Fears and Close, Londres: Fellowes, 1842.
- Sermons: Christian Life, its Course, Londres: Fellowes, 1844.
- The Interpretation of Scripture, Londres: Fellowes, 1845.
- Introductory Lectures on Modern History, Londres: Longmans, Green & Co, 1842.

## Leituras adicionais
- Este artigo incorpora texto de uma publicação agora em domínio público: Cousin, John William (1910). A Short Biographical Dictionary of English Literature. Londres: J. M. Dent & Sons. Wikisource
- Arthur Penrhyn Stanley, The Life and Correspondence of Thomas Arnold, Londres: Fellowes, 1845 (original 1844).
- Tom Hughes, Tom Brown's School Days, Londres: Penguin, 1994 (original 1857).
- Lytton Strachey, Eminent Victorians, Londres, 1918,  disponível online
- Michael McCrum, Thomas Arnold, Headmaster, Oxford: Oxford University Press, 1989.
- Terrence Copley, Black Tom: Arnold of Rugby: The Myth and the Man, Nova York: Continuum, 2002.
- Peter Bayne, Men Worthy to Lead; Being Lives of John Howard, William Wilberforce, Thomas Chalmers, Thomas Arnold, Samuel Budgett, John Foster, Londres: Simpkin, Marshall, Hamilton, Kent & Co. Ltd, 1890, Reprinted: Bibliolife, ISBN 1-152-41551-4.